# Калешин, Игорь Викторович
Игорь Викторович Калешин (3 октября 1952 — 14 октября 2019) — советский футболист, полузащитник, нападающий, позднее — тренер.

## Карьера
Начал играть в клубе второй лиги «Дружба» Майкоп, наибольшую известность получил, играя в рядах краснодарской «Кубани», которую затем тренировал на рубеже 1980-х — 1990-х.

## Личная жизнь
Два сына, Виталий и Евгений, также профессиональные футболисты.
Скончался вечером 14 октября 2019 года.